# Philipp Franck (Schauspieler)
Philipp Franck (* 1. Juni 2001 in München) ist ein deutscher Schauspieler.

## Jugend und Ausbildung
Franck besuchte das Theodolinden-Gymnasium in München-Harlaching. Nach dem Abitur belegte er ein Freiwilliges Soziales Jahr am Kinder- und Jugendtheater Schauburg in München. Daran anschließend studierte er Theaterwissenschaft an der Ludwig-Maximilians-Universität München (LMU). Seit September 2022 absolviert er eine Schauspielausbildung an der Akademie für Darstellende Kunst Bayern in Regensburg.

## Schauspielkarriere
Seine erste größere Rolle bekam er 2011 in dem Kinofilm Was weg is, is weg des Regisseurs Christian Lerch. Im Fernsehfilm Schwarzach 23 spielte er 2014 den Sohn einer an Krebs erkrankten Mutter. 2016 spielte er eine Serienrolle in Moni’s Grill. In den Filmkomödien Das Pubertier – Der Film, Fack ju Göhte 3 und Sauerkrautkoma stellte er Teenager dar. Daneben wurde er auch in Theaterrollen besetzt, im Deutschen Theater (Tommy), im Staatstheater am Gärtnerplatz (Im weißen Rößl) und im Residenztheater (Mehr Schwarz als Lila und „Die Biene im Kopf“). 2019 spielte Franck eine Hauptrolle im deutsch-tschechischen Beitrag Babylon des Episodenfilms The Love Europe Project, der 2020 mit einem Grimme-Preis ausgezeichnet wurde.

## Filmografie
- 2011: Vatertage – Opa über Nacht
- 2011: Was weg is, is weg
- 2012: Polizeiruf 110: Der Tod macht Engel aus uns allen (Fernsehfilm)
- 2013: Unter Verdacht: Mutterseelenallein (Fernsehfilm)
- 2013: Die Seelen im Feuer (Fernsehfilm)
- 2014: Um Himmels Willen – Staffel 14 (Fernsehserie)
- 2014: Schwarzach 23 und die Hand des Todes (Fernsehfilm)
- 2014: Wir, Geiseln der SS (Fernsehfilm)
- 2015: Aktenzeichen XY … ungelöst – Model Traum 99
- 2016: Take Me to the Land of Jihad (Kurzfilm)
- 2016: Moni’s Grill, Folgen 1–7 (Fernsehserie)
- 2016: Das Pubertier – Der Film
- 2017: Fack ju Göhte 3
- 2017: Sauerkrautkoma
- 2018: München Grill, Folgen 1–6 (Fernsehserie)
- 2018: Die Chefin – Folge Lösegeld (Fernsehkrimi)
- 2019: Marie fängt Feuer – Folge Den Mutigen gehört die Welt
- 2019: Guns Akimbo
- 2019: The Love Europe Project – Episode Babylon
- 2020: Hubert ohne Staller – Folge Tod dem König
- 2022: Muttertag – Ein Taunuskrimi
- 2022: Geheimkommando Familie
- 2022: Rastlos[5]
- 2023: Flunkyball
- 2023: Der Alte – Folge Nur das Beste
- 2023: Tatort: Hochamt für Toni
- 2022: In aller Freundschaft – Die jungen Ärzte – Folge Die Wende
- 2023: Turmschatten
- 2023: SOKO Leipzig – Folge Die Ansage